# Antônio Luís de Azevedo
Antônio Luís de Azevedo, segundo barão do Pontal (c.1809 — Três Pontas, 22 de maio de 1875), foi um fazendeiro e nobre brasileiro. Foi batizado a 21 de abril de 1809, em Três Pontas.

## Genealogia
Era filho do capitão José Ferreira de Brito e de Maria Josefa da Silveira, ela natural da Campanha, sendo neto paterno do capitão Bento Ferreira de Brito, o fundador de Três pontas e de Inácia Gonçalves de Araújo, e neto materno de Luís Antônio de Azevedo e de Ana Josefa Dias da Silveira. Casou-se com Felicidade Guilhermina da Silveira, com quem teve: 

- Ambrosina Antônia da Silveira que foi casada, a primeira vez, com José Tertuliano Ferreira de Brito e, a segunda vez, com Antônio Ferreira de Brito, o Barão da Boa Esperança, no segundo casamento deste.
- Pulquéria Jesuína da Silveira que foi casada com Francisco Evangelista de Araújo.

## Nobiliarquia
Agraciado com o título barão do Pontal, em 11 de janeiro de 1873, sendo o segundo titular. Era também major da Guarda Nacional.